# 孟俊修
孟俊修（1937年10月—），男，四川仁寿人，中华人民共和国政治人物，曾任四川省人大常委会副主任，第九届全国人大代表。